# Liolaemus duellmani
Liolaemus duellmani (lagartija de árbol de McDiarmid) es una especie de lagarto del género Liolaemus endémica de la provincia de Mendoza. Se ha evaluado como deficiente en datos, ya que la especie se conoce solo a partir de cuatro especímenes. Se requiere más investigación para determinar mejor la distribución, el tamaño de la población y las tendencias y las amenazas que pueden estar afectando a esta especie.

## Población y distribución
Esta especie se conoce solo de la localidad tipo, a 50 km al sur de El Manzano, El Paso Choique, Mendoza, Argentina. La especie fue encontrada a 2260 m. No hay información de población disponible para esta especie. Solo se conoce a partir de cuatro especímenes. Se han realizado varios estudios en el área de la localidad tipo y sus alrededores, pero la especie no se ha vuelto a encontrar.

## Hábitat
Esta especie se encuentra en las montañas xéricas, caracterizadas por afloramientos basálticos, laderas rocosas y suelos arenosos. La vegetación en esta área es grumosa y consiste en manojos de hierba y cactus.

## Conservación y amenazas
Actualmente no hay información disponible sobre las amenazas que afectan a esta especie. Se requiere más investigación sobre la distribución, las amenazas y el estado de vida de esta especie, y es necesario monitorear las tendencias de la población.